# Matt Luzunaris
Matthew „Matt“ Luzunaris (* 6. März 1989 in Margate) ist ein ehemaliger US-amerikanischer Fußballspieler, welcher auf der Position eines Mittelstürmers spielte.

## Karriere

### Jugend und College
Luzunaris begann seine aktive Karriere als Fußballspieler im Fußballteam an der West Boca Raton High School. Nebenbei war in den Fußballjugendmannschaften Boca Raton Juniors SC, Schulz Academy, St. Louis Scott Gallagher Missouri aktiv. Außerdem war er Teil des Olympic Development Programs. Bevor er an die University of Central Florida wechselte, hatte er ein Probetraining beim englischen Fußballklub Newcastle United.

### Europa
Im Jänner 2008 unterzeichnete Luzunaris, ein Jahr nach seinem College-Debüt, einen Vertrag beim österreichischen Zweitligisten SC Schwanenstadt. Sein Debüt im Profifußball feierte er am 14. März 2008 beim 1:0-Auswärtssieg gegen die Amateure des FK Austria Wien, als er in der 79. Spielminute für Andreas Bammer eingewechselt wurde. Für die Schwanenstädter kam er bis zu seinem Abgang im Juli 2008 zu insgesamt neun Einsätzen.
Nach der Übernahme des Vereins durch den Magna-Konzern und die Umbenennung des Klubs in FC Magna Wiener Neustadt kam er am 22. August zu einem Kurzeinsatz in der Mannschaft. Später folgten noch zwei Kurzeinsätze im ÖFB-Cup. Nach seinem einzigen Spiel für die Wiener Neustädter wurde er im August 2008 zum SV Wienerberg in die Regionalliga Ost verliehen, bei denen er schon am Tag nach dem Wechsel zum Einsatz kam und dabei auch sein erstes Tor erzielte. Bis zu seiner Rückkehr zum FC Magna im Dezember 2008 absolvierte Luzunaris für den Verein zehn Spiele und erzielte dabei fünf Tore. In der Winterpause der Saison 2008/09 stand er wieder im offiziellen Kader der Wiener Neustädter, wurde aber im Januar 2009 nach Brasilien zum Botafogo FR verliehen, der zurzeit in der höchsten brasilianischen Spielklasse, der Série A, angesiedelt ist.
Im Juli 2009 kehrte Luzunaris wieder nach Österreich zurück. Noch im selben Monat unterschrieb er einen Dreijahresvertrag beim SK Rapid Wien. Vorerst wird er ausschließlich bei den Amateuren von Rapid in der drittklassigen Regionalliga Ost zum Einsatz kommen.
Der Wechsel wäre schon über eineinhalb Jahren zuvor vonstattengegangen, als Luzunaris auf dem Trainingscamp von Rapid in Belek getestet wurde und sich Trainer Peter Pacult und Sportdirektor Alfred Hörtnagl einig waren, dem US-Amerikaner einen Vertrag zu unterbreiten. Wenige Stunden vor Transferschluss wurde die Ablösesumme plötzlich in die Höhe getrieben, sodass der Wechsel in die Bundeshauptstadt scheiterte.

### Rückkehr in die USA
Am 25. März 2011 wurde Luzunaris von den San Jose Earthquakes verpflichtet. Bei dem Major-League-Soccer-Franchise gab er sein Debüt am 9. April 2012. Drei Monate später wurde er an Orlando City ausgeliehen. Nach der Saison 2011 wechselte nach Orlando, wo er in der Saison 2012 9 Tore in 18 Spielen erzielte.
Von 2013 bis 2014 war er für die Rochester Rhinos aktiv. Dann beendete er seine aktive Laufbahn.

## Erfolge
- Gewinner des State Cups im Jahre 2003 mit den Boca Raton